# 维克特林修道院

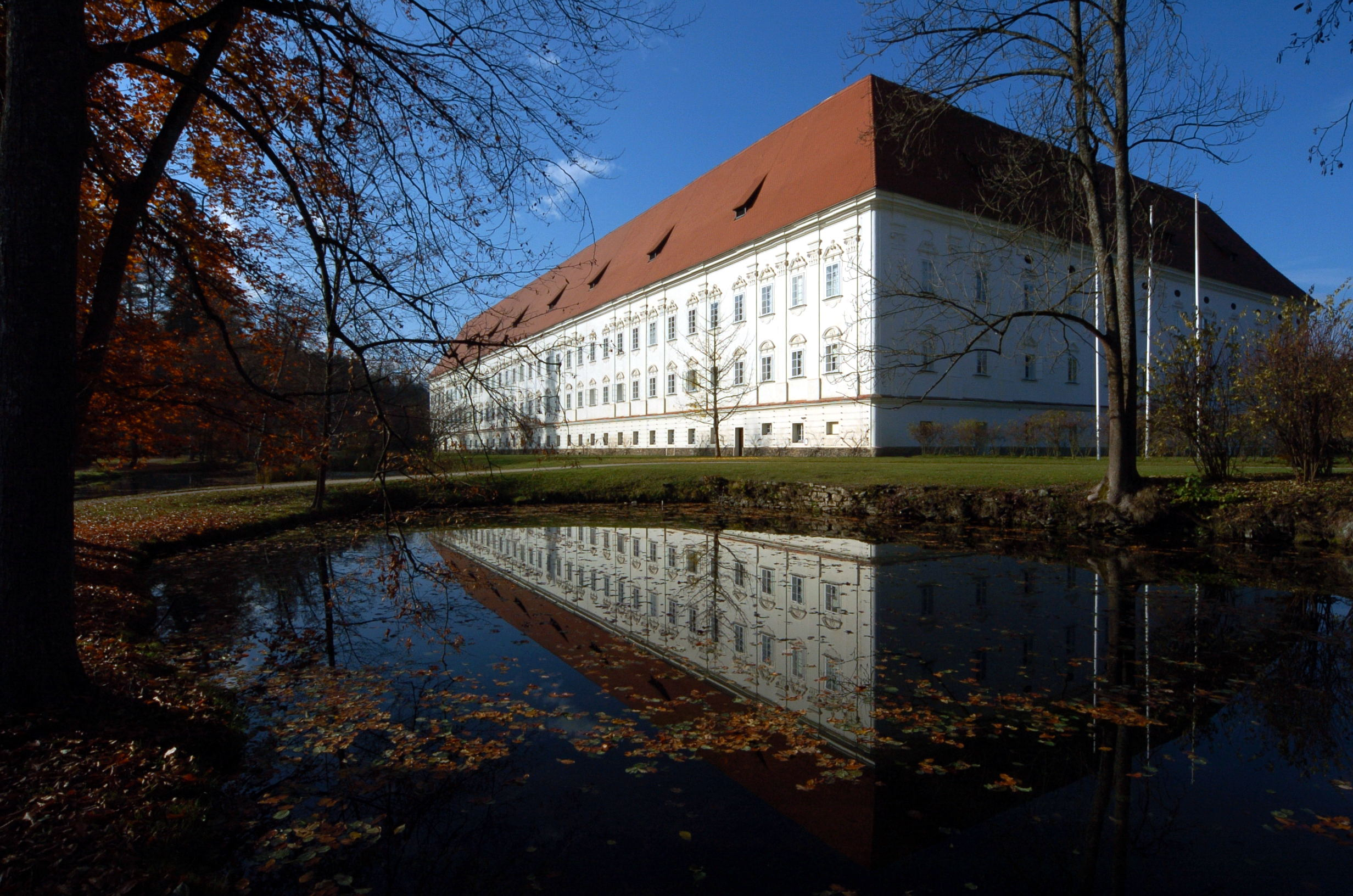
维克特林修道院

维克特林修道院（德語：Stift Viktring）原是一座熙笃会修道院，现在是一个罗马天主教堂区教堂，位于奥地利克恩顿州。 1973年，“维克特林修道院”成为克恩顿州首府克拉根福的一个区。 